# Baciro Djá
Baciro Djá (31 de enero de 1973) es un político bisauguineano, quien fue Primer ministro de Guinea-Bisáu en dos ocasiones, siendo la primera entre el 20 de agosto de 2015 hasta el 17 de septiembre de ese mismo año, y entre el 27 de mayo de 2016 hasta el 18 de noviembre de ese mismo año.

## Biografía
Nació el 31 de enero de 1973. Se graduó en Psicología Social de la Universidad de La Habana, Cuba en 1996. En 1998, obtuvo una maestría en Psicopatología y Psicología Clínica en el Instituto Superior de Psicología Aplicada en Lisboa, Portugal. Entre 2006 y 2008, Djá fue coordinador del Proyecto de la Reforma en Defensa y del Sector de Seguridad, y también el presidente del Instituto de Defensa Nacional. En 2008 fue elegido diputado, y en ese mismo año fue nombrado Ministro de la Juventud y los Deportes. Entre 2011 y 2012 ejerció como Ministro de Defensa Nacional. En 2012, se postuló a la presidencia de forma independiente. Asumió como el tercer vicepresidente del PAIGC, el partido con mayor cantidad de escaños en el Parlamento Guineano. Se dice que habla fluidamente portugués, francés y español.
Renunció a su cargo como Primer ministro el 9 de septiembre de 2015, a solo 20 días de asumir el cargo y dos días después de nombrar su gabinete. Djá entregó su renuncia después de que la Corte Suprema dictaminara que su nombramiento violaba la constitución.
El 20 de noviembre, Djá fue expulsado de su propio partido. Fue acusado de haber mostrado desprecio hacia los estatutos de partido, habiendo aceptado asumir el cargo de Primer ministro en agosto de 2015.